# Леке, Фердинанд
Фердинанд Леке (нем. Ferdinand Leeke; 7 апреля 1859, Бург под Магдебургом — 16 ноября 1937, Нюрнберг) — немецкий художник, известный благодаря картинам на сцены опер Рихарда Вагнера.

## Биография
Фердинанд Леке изучал живопись с 1881 года в Мюнхенской академии художеств у Людвига фон Гертериха (1856—1932) и Александра (Шандора) фон Лизен-Майера (1839—1898).
Его главные работы, посвящённые сценам из опер Рихарда Вагнера, написаны в период с 1889 по 1898 годы по просьбе третьего сына композитора Зигфрида Вагнера (1869—1930).
В 1899 году картины вышли из печати мюнхенского издательства «Franz Hanfstaengl» в виде цветных плакатов с сопутствующим текстом Франца Мункера.
Леке также работал иллюстратором журналов и книг («Немецкие герои» Рихарда Вайтбрехта).

## Работы по операм Вагнера
- Риенци: акт IV, сцена II
- Летучий голландец: акт III, финал
- Тангейзер: акт III, сцена I
- Лоэнгрин: акт III, финал
- Рейнское золото: сцена II
- Валькирия: Акт I
- Зигфрид: акт II
- Гибель богов: акт III
- Тристан и Изольда: действие II
- Нюрнбергские мейстерзингеры: акт III

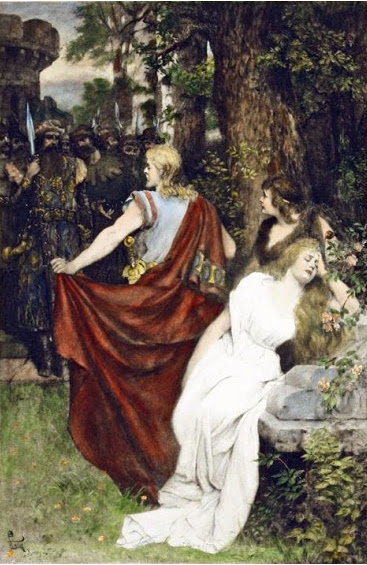
Тристан и Изольда
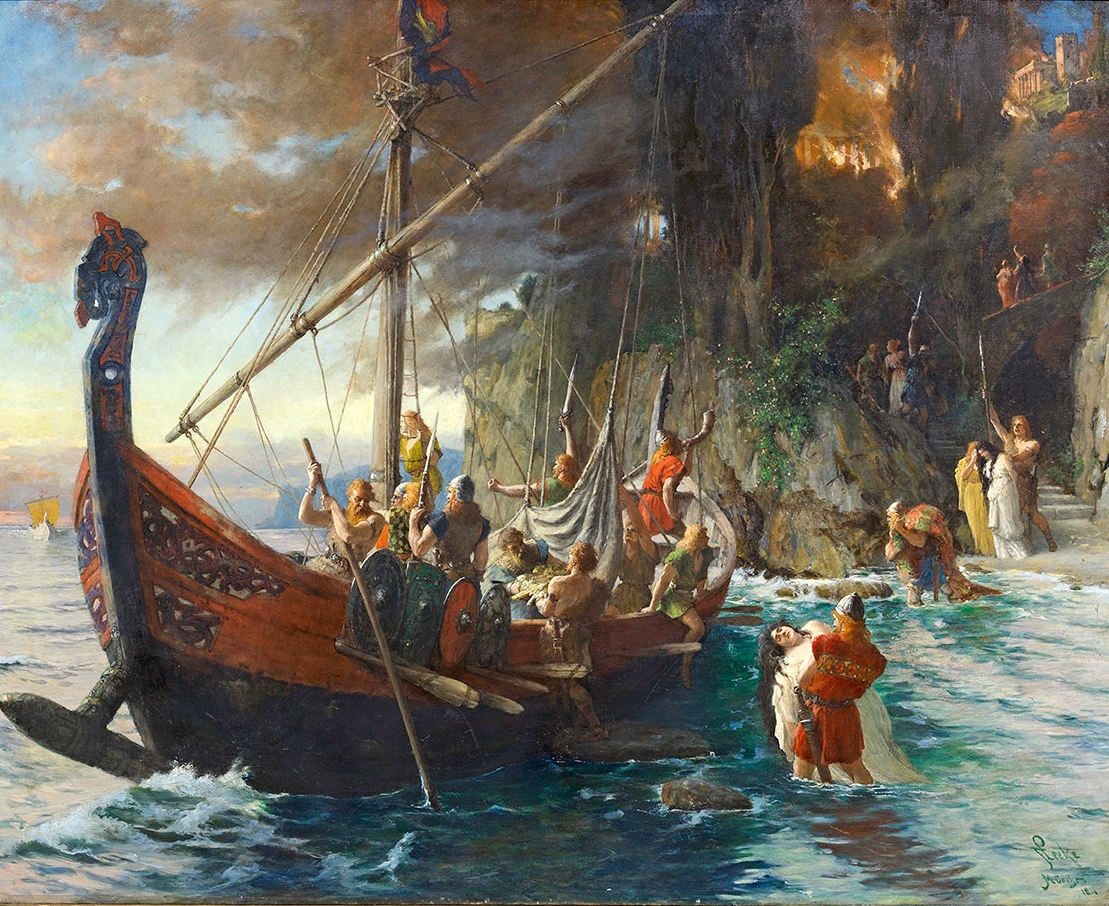
Набег викингов (1906)
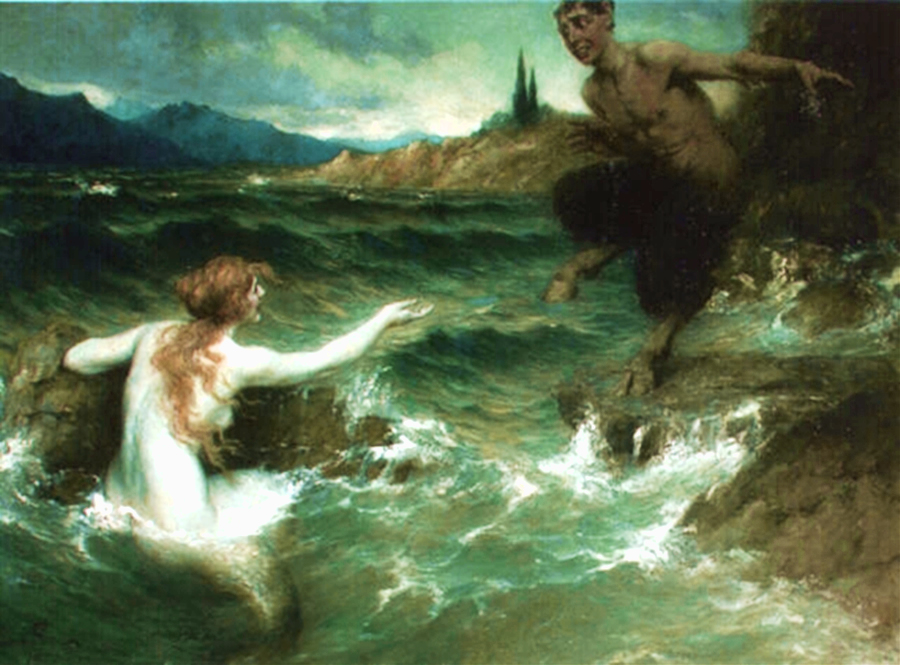
Русалка и Сатир (1917)
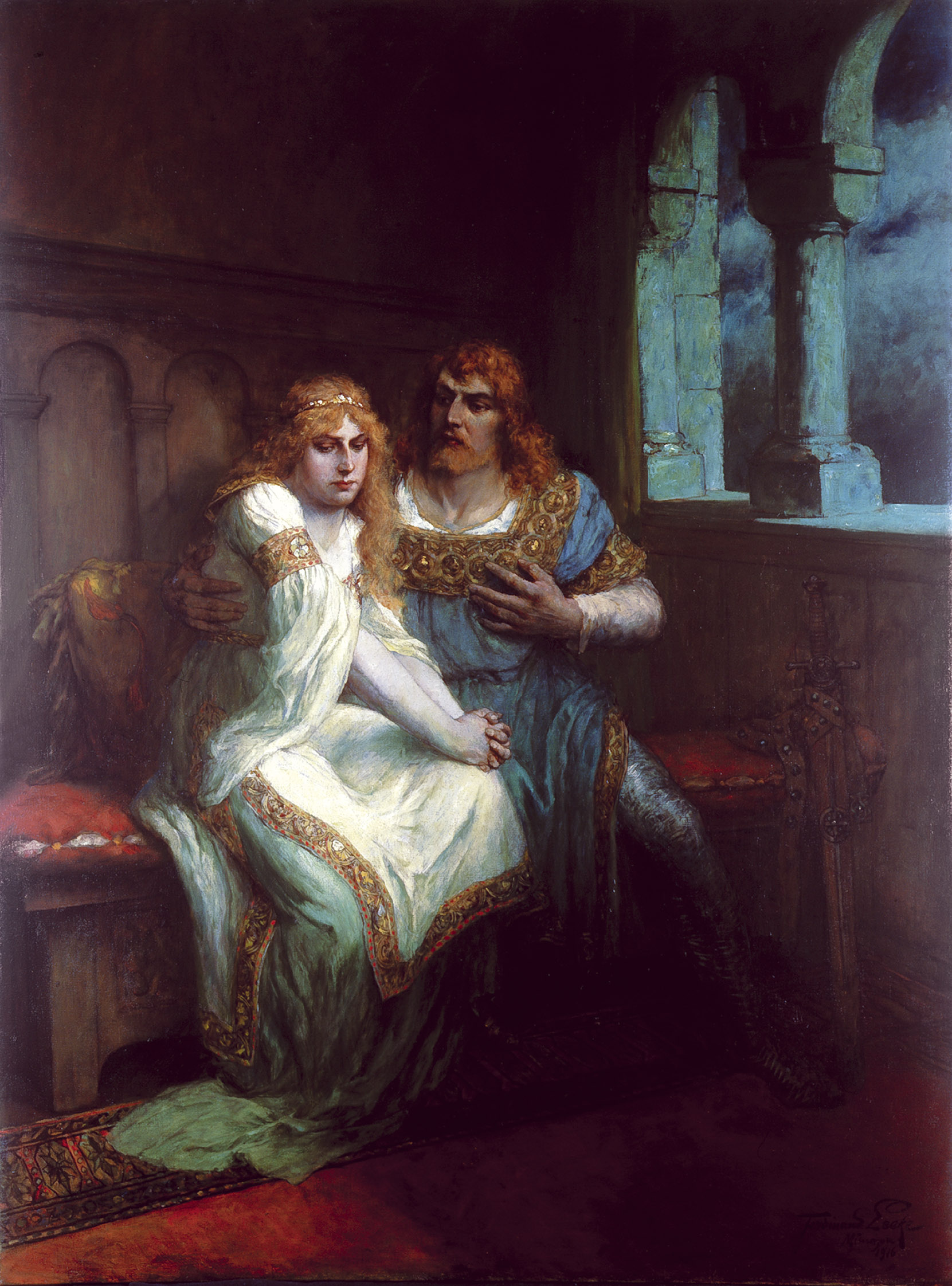
Лоэнгрин (1916)
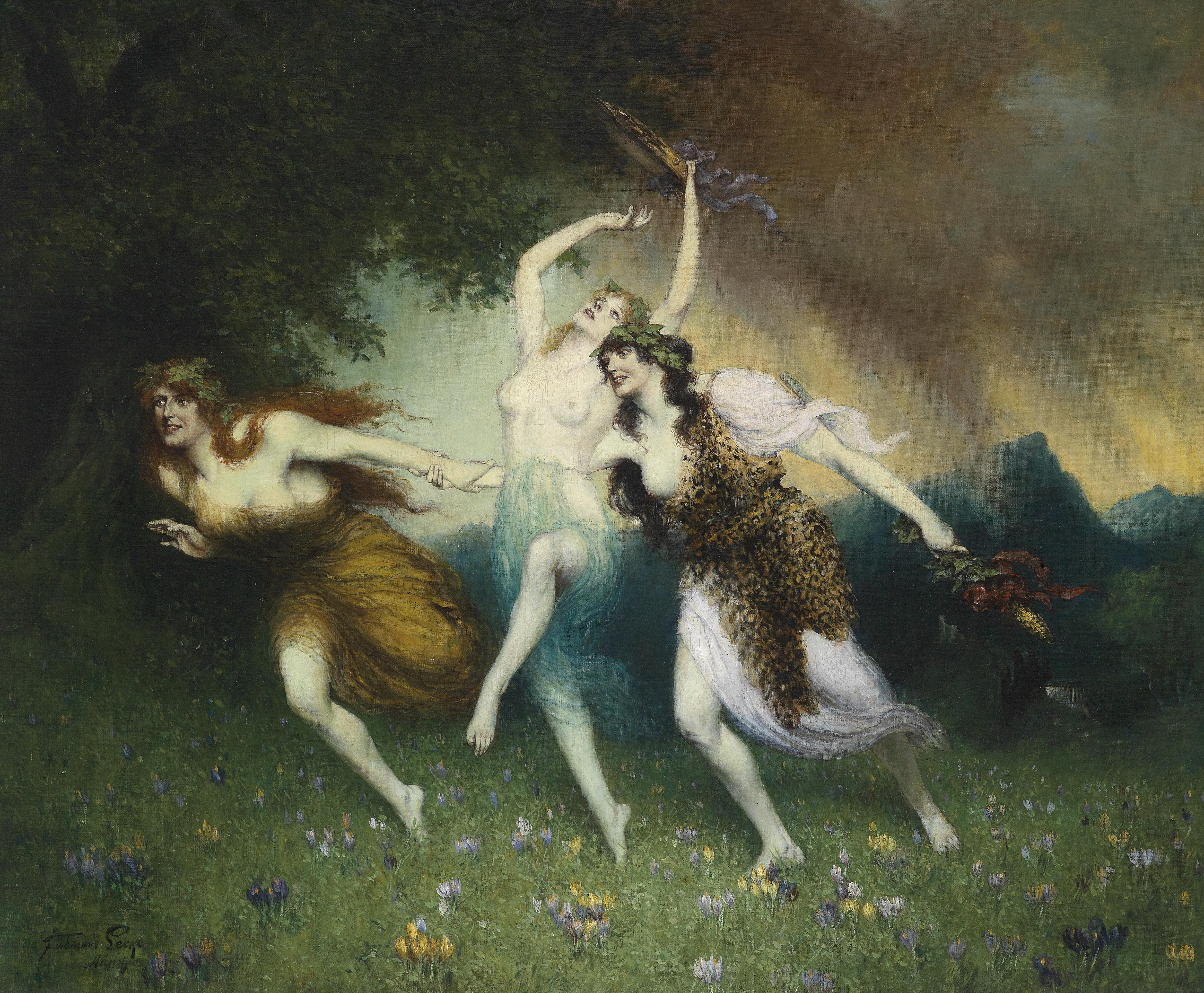
Бегущие нимфы (ок. 1923)
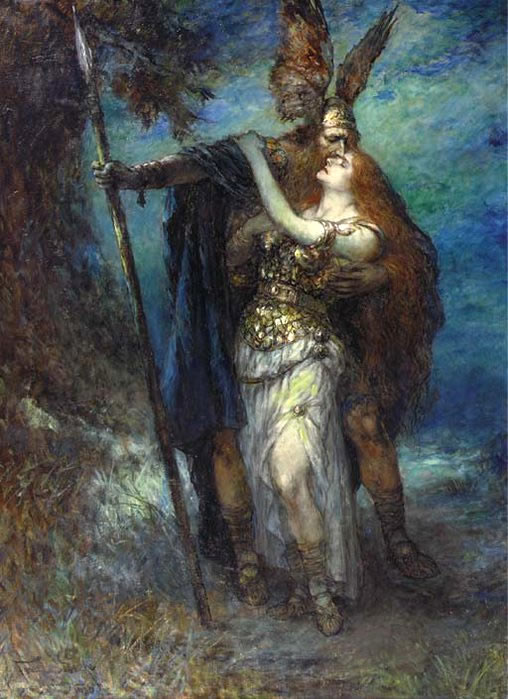
Вотан и Брюнхильда (1930)